# Protossionismo

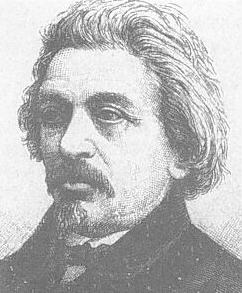
Moses Hess

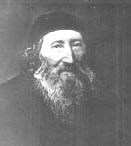
Zvi Hirsch Kalischer

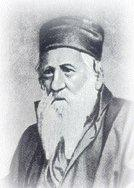
Yehudá Ben Shelomo Hay Alkalay

Protossionismo (em hebraico: מְבַשְרֵי הציונות, pronunciado: Mevasrei ha-Tzionut) é um conceito de historiografia aplicado a pensadores ativos durante a segunda metade do século XIX que defendiam a criação de uma pátria judaica, influenciados pela ideia de nacionalismo moderno que se espalhava pela Europa naquela época. Sua atividade se concentrou entre os anos de 1860 a 1874, antes do estabelecimento do sionismo prático (1881) e do sionismo político (1896). É por essa razão que eles são chamados de protossionistas ou precursores do sionismo.
Embora o século XVII tenha suscitado a ideia geral, entre judeus e não judeus, de "restaurar os judeus em Israel naturalmente por meio da colonização e de ações políticas", ainda não estava claramente definido qual seria seu objetivo final. Tais ideias não uniram as pessoas para a ação e dependiam do projeto nacional e do Estado (a nação judaica).
Entre os protossionistas estão incluídos o rabino Yehuda Bibas (1789–1852), o rabino Judah Alkalai (1798–1878), o rabino Zvi Hirsch Kalischer (1795–1874), o filósofo Moses Hess (1812–1875) e Sir Moses Montefiore (1784–1885).

## Contexto
Em 1805, Maomé Ali tomou o poder do Egito Otomano após uma guerra civil entre os mamelucos e os otomanos reinantes. Ele sonhou com um novo Egito renascendo das cinzas do declínio otomano: "Estou bem ciente de que o Império (Otomano) caminha a cada dia para a destruição... Sobre suas ruínas construirei um vasto reino... até o Eufrates e o Tigre". Em sua visão, o Levante seria o celeiro do Egito, fornecendo ao país produtos agrícolas e recrutas para suas guerras contra os otomanos. A maior parte do campesinato árabe muçulmano na Palestina voltou-se contra Ibraim Paxá, filho mais velho e sucessor de Ali, uma vez que as suas constantes exigências de recrutamento de soldados passavam a ser vistas como uma sentença de morte, o que os levou à revolta dos camponeses da Palestina, em 1834. Nesse contexto, o protossionismo se desenvolveu à medida em que mais judeus começavam a imigrar para a região sob o governo de Ibrahim Pasha. Depois que os otomanos recuperaram o controle do Levante na Crise Oriental de 1840, o período Tanzimat trouxe uma reforma significativa nas estruturas legais de propriedade da terra, começando com o Código de Terras de 1858. Anteriormente baseada no cultivo, a propriedade da terra passou a ser baseada no título e no registro, o que abriu caminho para as futuras compras de terras pelos sionistas.

## História
O estudioso da Torá judaica medieval Maimônides defendeu o reestabelecimento da soberania judaica na Terra de Israel em um longo prefácio aos seus 13 princípios de fé. Ele escreveu que a independência nacional judaica aconteceria por meios naturais e defendeu a sua concretização por meio do ativismo político. Da mesma forma, o filósofo judeu medieval Yehudah Halevi também defendeu ideias protossionistas, escrevendo que apenas na Terra de Israel os judeus poderiam estar verdadeiramente seguros.
De acordo com Ben-Zion Dinur, a aliá de Judah HeHasid e de seu grupo em 1700 abriu uma nova era que começou a desenvolver processos como o incentivo à produtividade, o renascimento da língua hebraica e as aspirações nacionais. Nahum Sokolow definiu os protossionistas como qualquer pessoa que desejasse renovar a comunidade judaica na Terra de Israel, ou que escrevesse sobre o problema judaico, a partir do século XVII. Essa definição mais ampla abrange figuras como Moses Montefiore, Adolphe Crémieux, Eliezer Ben-Yehuda e Sabbatai Zevi. Nathan Michael Gerber também traçou os precursores do sionismo até o século XVII.
Segundo Arie Morgenstern, o pensador lituano Vilna Gaon (1720–1797), promoveu um ensinamento do Zohar (livro do misticismo judaico) citando a previsão de que "os portões da sabedoria acima e as fontes de sabedoria abaixo se abrirão" "após seiscentos anos do sexto milênio", ou seja, após o ano 5600 do calendário judaico (1839–1840 d.C.). Muitos entenderam que isso implicava a vinda do Messias naquela época. Isso causou uma onda de migração judaica para a Terra Santa que começou em 1808 e se tornou dominante até 1840. Embora o Messias não tenha aparecido, o governo otomano assumiu o controle da Palestina dos egípcios em 1840, e seus direitos recentemente estabelecidos para todos os cidadãos otomanos — independentemente da religião — foram estendidos às populações não muçulmanas da Palestina, o que incluía o povo judeu local. O direito de comprar e possuir terras tornou-se um marco bem significativo, embora menos notado, no retorno do povo judeu à Terra Santa.
Jacob Katz, por sua vez, argumenta que apenas três homens podem ser apontados como "precursores do sionismo": o rabino Judah ben Solomon Hai Alkalai, o rabino Zvi Hirsch Kalischer e o pensador Moses Hess, pois, embora outras pessoas tenham agido de várias formas, foram apenas as ações desses três que deixaram a marca no Hovevei Zion. O Hovevei Zion (Amantes de Sião em hebraico) era um grupo considerado protossionista, que pregava uma ligação afetiva dos judeus com a terra da Palestina. Samuel Leib Zitron cita o rabino Alkalai como o pioneiro do sionismo político moderno.
Katz argumenta que os rabinos Alkalai e Kalisher mudaram sua visão de mundo religiosa, abandonando as "bases da percepção não realista das visões messiânicas tradicionais". Ele também explica que durante suas ações como precursores do sionismo “não fazia parte da agenda uma questão de falta de direitos para os judeus ou discriminação social” e, portanto, a ideia moderna de nacionalismo judaico não foi um sucesso nos anos em que eles operaram. Desde o final da década de 1870, com a crescente dificuldade econômica dos judeus do Leste Europeu e a crescente onda de antissemitismo, dois milhões e meio de judeus deixaram a Europa Oriental (até a Primeira Guerra Mundial), embora apenas uma pequena porcentagem deles tenha emigrado para Israel.
Citron e Samuel Ettinger argumentam que, ainda que o movimento de Hovevei Zion tenha sido precedido por diferentes personalidades que abordaram o problema judaico, os poucos atos que eles estavam dispostos a fazer não influenciaram as gerações seguintes, não afetaram em nada o movimento sionista e, portanto, não há nenhuma pessoa que possa ser chamada de "arauto do sionismo".

## Protossionistas notáveis
- Vilna Gaon (1720–1797) foi um dos principais promotores da ideia de que a passagem do Zohar mencionada acima indicava que o Messias retornaria em 1840. Grupos de seus seguidores (os perushim) começaram a chegar à Terra Santa em 1808.[6]
- Yehuda Bibas foi um rabino nascido em Gibraltar, que serviu como rabino-chefe de Corfu. Bibas visitou comunidades judaicas por toda a Europa e encorajou os judeus a fazerem Aliá para a Palestina.
- Moses Hess foi influenciado pela ideia do nacionalismo moderno e em 1862 publicou Roma e Jerusalém. Hess, que era secular e ex-socialista revolucionário, redescobriu as origens culturais e políticas do judaísmo, tudo para extrair ideias para o moderno movimento nacional judaico.
- Yehuda Alkalai foi um rabino sefardita dos Bálcãs e aluno do rabino Yehuda Bibas, que foi imbuído de ideias cristãs sobre o fim da redenção e profundamente influenciado pelo sucesso político de Adolphe Crémieux e Moses Montefiore e pelo caso de Damasco, em 1840. Teve como discípulo Simon Loed Herzl, avô de Theodor Herzl, o fundador do sionismo.[9]
- Zvi Hirsch Kalischer foi um alemão de origem polonesa que acreditava que a emancipação – a concessão de direitos iguais aos judeus, pelo menos na prática, era parte do processo de redenção.
- John Adams foi um presidente americano que defendeu um estado judeu na Palestina.[10]
- Napoleão Bonaparte propôs criar um estado judeu na Palestina durante a sua guerra no Egito.[11]